# Vilmos Zsigmond
Vilmos Zsigmond, född 16 juni 1930 i Szeged i Ungern, död 1 januari 2016 Big Sur i Kalifornien, var en ungersk-amerikansk filmfotograf.
Han föddes och växte upp i Ungern. Tillsammans med sin barndomsvän László Kovács flydde han till Hollywood några år efter Ungernrevolten. Hans epokgörande verk som filmfotograf på 1970-talet ledde bland annat till att han fick en Oscar för bästa foto 1977 och en BAFTA Award för bästa foto 1978.

## Filmografi (i urval)
- 1971 – McCabe & Mrs. Miller
- 1972 – Den sista färden
- 1973 – Fågelskrämman
- 1973 – Långt farväl
- 1977 – Närkontakt av tredje graden
- 1978 – Deer Hunter
- 1980 – Heaven's Gate